# جامعة بيرم الحكومية
جامعة بيرم الحكومية (الآن جامعة بيرم الحكومية الوطنية للبحوث) (بالروسية: Пермский университет, Пермский государственный университет)‏ هي جامعة عامة تقع في مدينة بيرم بروسيا. تأسست عام 1916، وتعتبر واحدة من أقدم الجامعات في منطقة منطقة الأورال ‏ والأراضي الشرقية لروسيا.

## تاريخ
تأسست جامعة بيرم الحكومية في 14 أكتوبر 1916. ترجع بداياتها إلى افتتاح فرع لجامعة سانت بطرسبرغ في مدينة بيرم. كان قرار الحكومة الروسية هذا منسجمًا مع إستراتيجية التنمية الثقافية والجيوسياسية لمنطقة الأورال الاقتصادية. تم دعم فكرة إنشاء مركز للتعليم العالي في جبال الأورال من قبل ديميتري مندلييف وألكساندر بوبوف وديمتري مامين سيبيرايك وأليكسي كوزميتش دينيسوف أورالسكي ‏، وشخصيات عامة بارزة أخرى.
في 20 سبتمبر 2021، وقع هجوم بإطلاق النار في الجامعة أسفر عن مقتل ستة أشخاص وإصابة 47 آخرين.

## جامعة حديثة
تضم الجامعة اليوم 12 كلية و 77 قسمًا وفرعين. العدد الإجمالي للطلاب هو 11،432 (العام الدراسي 2010/2011)، منهم 7،607 طالب بدوام كامل. توفر الجامعة تدريب المتخصصين العلميين المؤهلين تأهيلا عاليا في 56 تخصصا للدراسات العليا (يوجد حوالي 250 طالب دراسات عليا)، و 6 تخصصات دكتوراه. يوجد 14 مجلسًا للرسائل، بما في ذلك 11 مجلسًا للدفاع عن أطروحات الدكتوراه.
يتم إجراء الأنشطة الأكاديمية من قبل 1229 باحثًا (2009)، بما في ذلك 164 دكتورا في العلوم وأساتذة جامعيين و 480 مرشحًا للعلوم وأساتذة مشاركين. يضم أعضاء هيئة التدريس 4 أكاديميين و 3 أعضاء مناظرين من الأكاديمية الروسية للعلوم، وعضو مناظر واحد من الأكاديمية الروسية للتربية، و 15 شخصية علمية مشرفة من الاتحاد الروسي، و 10 من العاملين في مجال التعليم العالي في الاتحاد الروسي. هناك 10 أكاديميين حاصلين على مرتبة الأستاذ المتميز في جامعة بيرم الحكومية.
تتعاون جامعة بيرم الحكومية مع شركاء أجانب ومنظمات دولية، في إطارها يتم إرسال أساتذة وطلاب الجامعة إلى الخارج لفترات طويلة ومتفق عليها بشكل متبادل مع برامج مع جامعات في دول أخرى ومنظمات دولية، ويزور الجامعة أساتذة وطلاب من جامعات أخرى. شركاء الجامعة هم جامعة أكسفورد، والعديد من المراكز الجامعية الفرنسية (جامعة إيكس مارسيليا ‏، وجامعة غرينوبل، وجامعة نانسي، وجامعة باريس 3) وجامعات في الولايات المتحدة الأمريكية (جامعة لويفيل) ودول وسط أوروبا وأستراليا. تتعاون الجامعة مع المفوضية الأوروبية والبنك الدولي ووزارة العلوم والثقافة في ساكسونيا السفلى والعديد من المنظمات الأخرى.

## تصنيفات الجامعة
في نهاية أغسطس 2018، دخلت الجامعة في تصنيف أفضل الجامعات في المنطقة الأوروبية الآسيوية، حيث احتلت المرتبة 61-70 ضمن تصنيف مجلة تايمز للتعليم العالي للجامعات العالمية.
وفقًا لتصنيف كيو إس للجامعات العالمية الذي نُشر في 8 يوليو 2015، احتلت جامعة بيرم الحكومية المرتبة 24 في القائمة الروسية لمؤسسات التعليم العالي الرائدة، قبل العديد من الجامعات ذات البحث الوطني وحالة البحث الفيدرالية.

## الكليات
اعتبارًا من عام 2008، تضم الجامعة 12 كلية:
- كلية الميكانيكا والرياضيات
- كلية الفيزياء
- كلية الكيمياء
- كلية الأحياء
- كلية الجيولوجيا
- كلية الجغرافيا
- كلية التاريخ والسياسة
- كلية فقه اللغة
- كلية الفلسفة وعلم الاجتماع
- كلية الاقتصاد
- كلية الحقوق
- كلية الآداب واللغات الأجنبية الحديثة

## خريجون مشهورون وأعضاء هيئة التدريس
- فلاديمير نيكولايفيتش بيكلمشيف [الإنجليزية]‏، عالم حيوان وعالم حشرات سوفيتي
- نيكيتا بيليك [الإنجليزية]‏، سياسي روسي، الزعيم السابق لاتحاد قوى اليمين، وحاكم أوبلاست كيروف حاليا
- أبراهام سموالوفيتش بيسيكوفيتش (1891–1970) عالم رياضيات روسي يهودي، عمل بشكل أساسي في إنجلترا. عُيّن أستاذاً بجامعة بيرم عام 1917.
- ليونيد بريخوفسكيخ [الإنجليزية]‏، عالم محيطات سوفيتي روسي
- جورجي بوركوف [الإنجليزية]‏، ممثل أفلام السوفيتي
- سيرجي تشيرنيكوف، عالم رياضيات روسي
- جورجي فريدريكس [الإنجليزية]‏، جيولوجي روسي
- ألكسندر فريدمان، عالم الرياضيات وعالم كونيات روسي
- نينا غورلانوفا [الإنجليزية]‏، روائية روسية
- بوريس غريكوف [الإنجليزية]‏، مؤرخ سوفيتي
- ألكسندر بول هنكل [الروسية]‏، عالم أحياء روسي. مؤسس حدائق جامعة بيرم الحكومية النباتية. شارك في تأليف قاموس بروكهاوس وإيفرون الموسوعي
- زوليا كمالوفا [الإنجليزية]‏، مغنية تترية مقيمة حالياً في أستراليا
- فلاديمير بورفيريف [الإنجليزية]‏، جيولوجي سوفيتي
- فيكتور بروتوبوف [الإنجليزية]‏، طبيب نفسي روسي سوفييتي
- بوريس شوانويتش [الإنجليزية]‏، عالم حشرات روسي سوفيتي
- غريغوري أبراموفيتش شاجن [الإنجليزية]‏، عالم فلك روسي سوفيتي
- نيكولاي شاكلين [الإنجليزية]‏، سياسي روسي، الحاكم السابق لمنطقة أوبلاست كيروف
- فالنتين ستيبانكوف [الإنجليزية]‏، أول مدع عام لروسيا الاتحادية
- جاكوب تماركين، عالم رياضيات روسي أمريكي
- دميتري ربولوفليف، طبيب قلب روسي
- جورج فيرنادسكي [الإنجليزية]‏، مؤرخ روسي أمريكي
- إيفان ماتفييفيتش فينوغرادوف، عالم رياضيات روسي سوفيتي
- أوغستيناس فولديماراس [الإنجليزية]‏، أول رئيس وزراء لليتوانيا في عام 1918
- ليونيد يوزيفوفيتش [الإنجليزية]‏، كاتب روسي
- مارك زاخاروف، مخرج سينمائي ومسرحي سوفيتي روسي
- مكسيم ريشيتنيكوف [الإنجليزية]‏، سياسي روسي، وزير التنمية الاقتصادية، الحاكم السابق لبيرم كراي

## روابط خارجية
- الموقع الرسمي - بالروسية